# Trøgstad
Trøgstad es un municipio en la provincia de Østfold, Noruega. Tiene una población de 5346 habitantes según el censo de 2015. Este municipio está dividido en las parroquias de Skjønhaug, Havnås y Båstad. La parroquia de Trygstad fue establecida como municipio el 1 de enero de 1838. Su centro administrativo es el pueblo de Skjønhaug.

## Información general

### Etimología
El municipio (originalmente la parroquia) obtuvo su nombre de la antigua granja Trøgstad (en nórdico antiguo: Þrygsstaðir o Þrjúgsstaðir), desde que la primera iglesia fue construida allí. El significado del primer elemento del nombre es desconocido y el segundo elemento es staðir, que significa «granja» o «casa». Antes de 1889, el nombre se escribía Trygstad.

### Escudo de armas
El escudo de armas le fue concedido el 24 de agosto de 1979. Las armas muestran un yunque, que fue escogido debido a que Trøgstad es conocido históricamente por la calidad de sus herreros. El fondo verde del escudo simboliza los campos y bosques del municipio. Fue diseñado por Truls Nygaard.

## Ciudades hermanadas
Trøgstad tiene las siguientes ciudades hermanas:
- Kadrina, Lääne-Viru, Estonia
- Kinnula, Länsi-Suomen lääni, Finlandia